# Ernani Aguiar
Ernani Henrique Chaves Aguiar (født 30. august 1950 i Petrópolis, Rio de Janeiro, Brasilien) er en brasiliansk komponist, dirigent, professor, lærer og musikolog.
Aguiar studerede komposition hos mange forskellige komponister i Syd Amerika og senere i Europa. Han studerede f.eks. direktion hos Sergiu Celibidache. Han har skrevet en sinfonietta, orkesterværker, operaer, korværker, instrumentalværker etc. 
Aguiar er professor og lærer i musik på Universidade Federal do Rio de Janeiro. Han har specialiseret sig i kormusik. 

## Udvalgte værker
- Sinfonietta Prima (1990) - for orkester
- Salmo 150 (1993) - for kor
- Kantate O menino maluquinho (1989) - for kor og orkester
- Danse (1993) - for baryton og strygeorkester